# Арнаутов Віктор Михайлович
Віктор Михайлович Арнау́тов (нар. 23 листопада 1896, Успенівка — пом. 22 березня 1979, Ленінград) — український радянський художник-монументаліст; член Спілки радянських художників України.

## Життєпис
Народився 11 [23] листопада 1896 року в селі Успенівці (нині Синельниківський район Дніпропетровської області, Україна) в родині священика Михайла Арнаутова, викладача Маріупольської Маріїнської жіночої гімназії. В юні роки жив у Маріуполі, де закінчив Олександрівську чоловічу гімназію.
1915 року виїхав з України. В роки громадянської війни служив прапорщиком 1-ї стрелецької Дроздовської дивізії. Після військової поразки дивізії емігрував в місто Харбін. В часи перебування в Китаї зустрів свою першу дружину. Мав трьох дітей в шлюбі.
З 1920 року в еміграції. Мистецтво опановував в студії «Лотос» (керівники — М. Кичигін та Олександр Бернардацці).
У 1925 році перебрався до США, у місто Сан-Франциско, де до 1929 року продовжив навчання в Каліфорнійській художній школі. Його вчителями були Р. Стакпол, Г. П'єзоні, Лі Рендолф, В. Тарасов та Дієго Рівера.
У 1929—1931 роках працював у Мексиці під керівництвом художника-монументаліста Дієго Рівери. Серед знайомих Арнаутова — російські художники емігранти, один з них — Борис Григор'єв, у 1929 році створив графічний портрет Арнаутова.
На початку 1930-х років повернувся до США, де працював викладачем в Каліфорнійській художній школі. З 1936 року викладав у Стенфордському університеті, був заслуженим професором факультетету мистецтв. З 1938 року був членом Комуністичної партії США.
В роки Другої світової війни очолював Російсько-американське товариство по наданню підтримки Червоній армії в боротьбі з нацистськими загарбниками. У 1950-ті роки був членом творчого угруповання Graphic Workshop у Сан-Франциско, що мало ліберальне та ліве політичне спрямування.
1963 року переїхав до СРСР і прийняв радянське громадянство. Жив у місті Жданові, в будинку на вулиці Лавицького, № 6, квартира 10. Помер 22 березня 1979 року в Ленінграді. Похований у Маріуполі.

## Творчість
Працював в галузі монументального, станкового живопису, станкової та книжкової графіки. Серед робіт:
живопис
- «Безробітна мати» (1937, Художній музей імені Куїнджі, Маріуполь);
- «Автопортрет» (1941, Державний Російський музей, Санкт-Петербург);
- «Сніданок робітника»;

ліногравюри
- «Дік Максимір» (1956);
- «Збирають бавовну» (1957);
- «Шахтар» (1960);
- «Пам'ятник жертвам фашизму» (1967);
- «Біля моря» (1967);
- «Фелікс Дзержинський» (1967).

монументальне мистецтво
- фрески в Сан-Франциско:
  - в школі імені Джоржа Вашингтона;
  - на меморіальній вежі Койт;

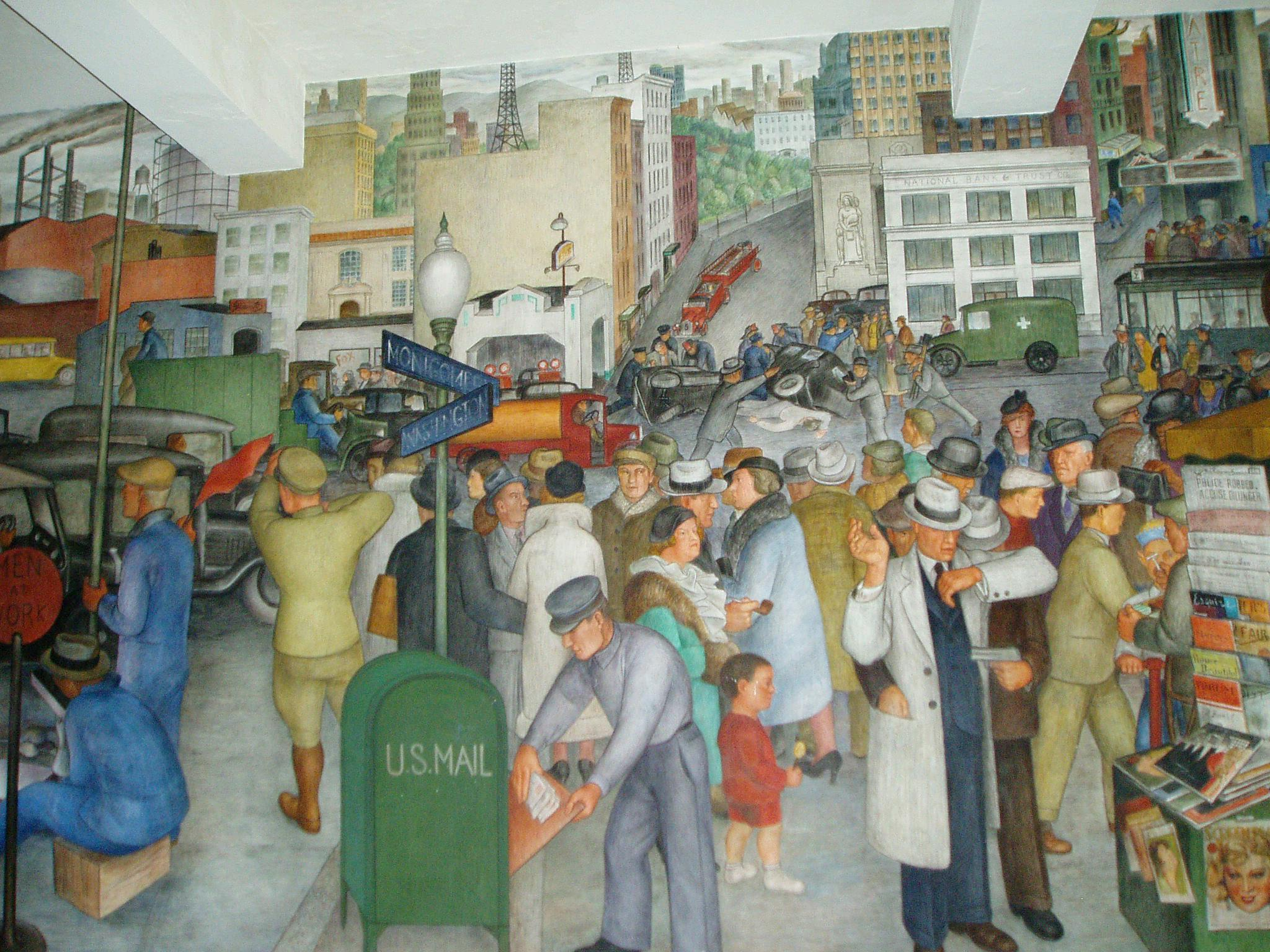
«Сцени життя великого міста». Вежа Койт.

- настінні розписи в Каліфорнії та Техасі (1934—1938);
- панно для метро у Сан-Франциско, в приміщенні Всесвітньої бібліотеки;
- мозаїки в Маріуполі
  - монументальне панно «Підкорення космосу» на Будинку зв'язку (1964, у співавторстві з Григорієм Пришедьком);
  - на школі № 54 (1965);
  - на аеровокзалі (1970).

Автор ілюстрацій до книги М. Куїна «На барабані».
Починаючи з 1931 року брав активну участь в мистецьких виставках, з 1967 року у республіканських, з 1969 в міжнародних. Персональні виставки митця проходили у Сан-Франциско у 1931, 1945, 1946, 1948 роках; Стенфорді у 1949 році; Києві у 1964 році; Жданові, Донецьку у 1965 році; Горлівці, Краматорську у 1966 році.
Твори художника придбали декілька радянських музеїв та політичні чи мистецькі діячі — Микита Хрущов, Герман Титов, Мстислав Ростропович та інші.